# Megarhyssa jezoensis
Megarhyssa jezoensis là một loài tò vò trong họ Ichneumonidae.